# Méry-sur-Marne
Méry-sur-Marne település Franciaországban, Seine-et-Marne megyében. Lakosainak száma 683 fő (2022. január 1.). Méry-sur-Marne Bézu-le-Guéry, Nanteuil-sur-Marne, Saâcy-sur-Marne, Sainte-Aulde és Luzancy községekkel határos.

## Népesség
A település népességének változása:
| Lakosok száma | 646  | 660  | 704  | 670  | 668  | 673  | 684  | 696  | 683  |
|               | 2013 | 2015 | 2016 | 2017 | 2018 | 2019 | 2020 | 2021 | 2022 |